# Carberry Tower

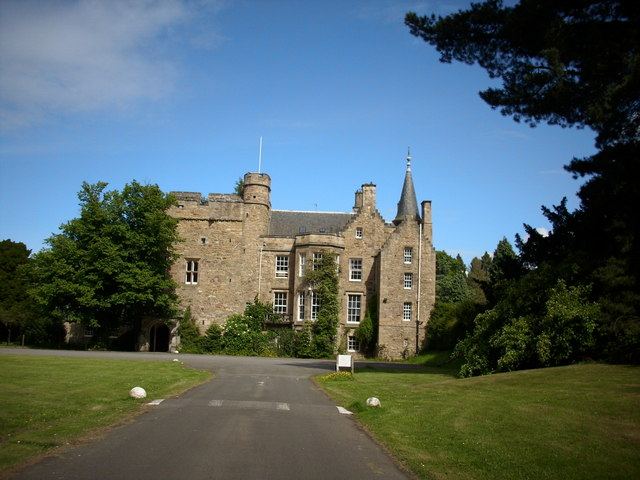
Westfassade von Carberry Tower

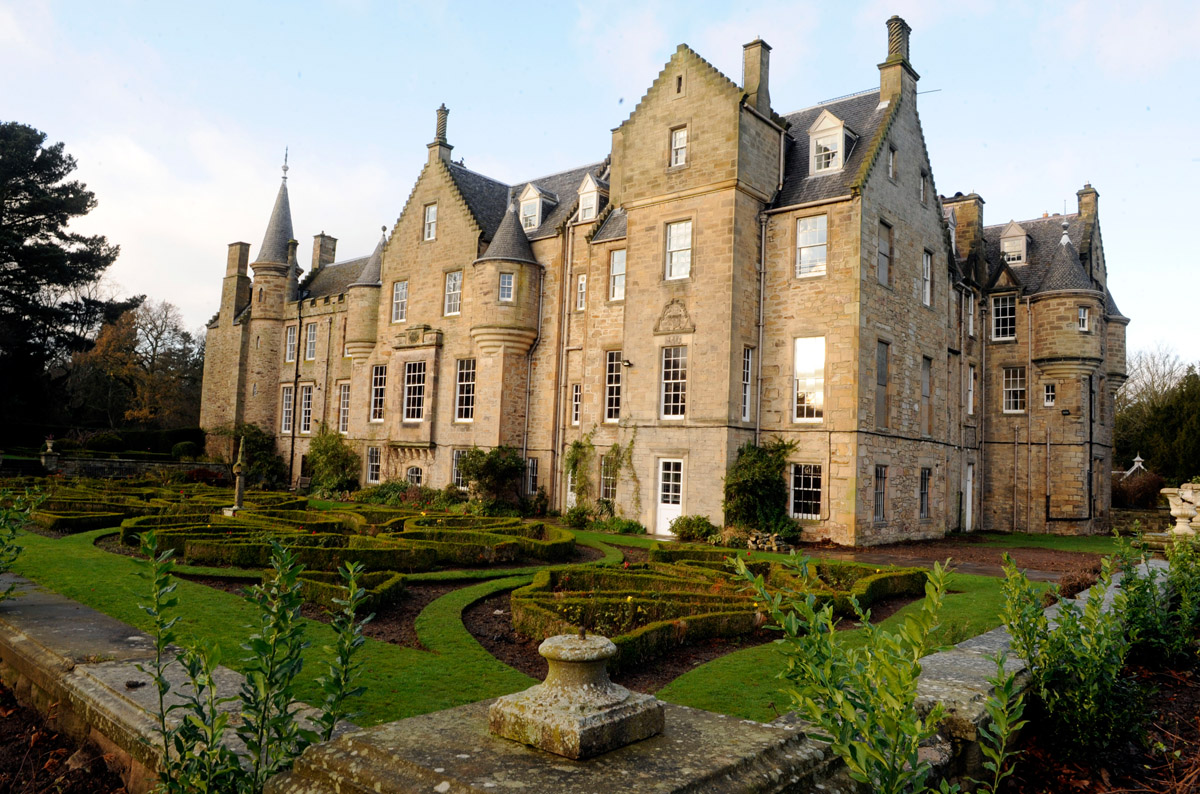
Carberry Tower von außen

Carberry Tower ist ein Landhaus etwa drei Kilometer südöstlich von Musselburgh in der schottischen Council Area East Lothian. Das Haus wurde von Clarenco LLP, unter der Marke AmaZing Venues als Hotel und Veranstaltungsort betrieben. Dann wurde es an einen Privatmann verkauft und läuft heute unter Kingsland Estate. Historic Scotland hat es 1971 als historisches Bauwerk der Kategorie B, Historic Environment Scotland 1987 die Außenanlagen in das Inventory of Gardens and Designed Landscapes in Scotland aufgenommen.

## Geschichte
Das Land, auf dem Carberry Tower steht, wurde erstmals im 11. Jahrhundert erwähnt, als König David I. „Caerbairin“ (Carberry) den Mönchen von Dunfermline Abbey verlieh. Der erste Landeigner oder Lehensmann war John de Crebarrie, aber die ersten Besitzer von Carberry Tower war die Familie Johnstone. Das erste Gebäude war ein einfacher Wohnturm, der eher Stärke als Zierde ausstrahlte. 1541 pachtete Hugh Rigg, der Advokat des Königs, das Gelände von der Abtei. Es scheint, dass Rigg mit dem Abt von Dunfermline eine Vereinbarung über die Verpachtung bis 1585 hatte. Sowohl John Knox als auch George Buchanan berichten die nicht gerade schmeichelhafte Geschichte, dass Hugh Rigg Regent Arran 1547 riet, die Position der schottischen Armee in der in der Nähe stattfindenden Schlacht bei Pinkie Cleugh zu verändern. Buchanan schreibt, dass Hugh Rigg eher für seine Leibesfülle als für sein militärisches Geschick bekannt war, und Knox vermutet, dass Rigg zu dem Manöver riet, um die Engländer von Carberry wegzuhalten.

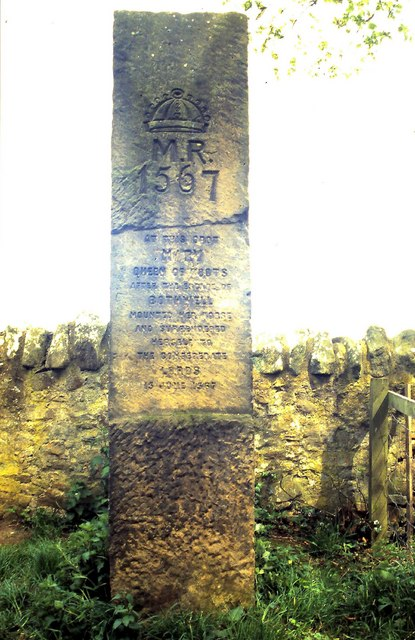
Queen Mary’s Mount, Carberry Hill

Im Juni 1567 sah sich Königin Maria Stuart auf Carberry Hill auf dem Gelände von Carberry einer Armee einer Konföderation ihrer Lords gegenüber. Sie ergab sich schnell den Lords und wurde gefangen genommen. Ein Denkmal, Queens’s Mount, erinnert an dieser Stelle an das Ereignis.
1587, nach der schottischen Reformation, wurden Land und Carberry Tower von der Krone annektiert und neue Herren, die Maitlands von Lauderdale, ernannt. Am 1. April 1600 erhielten die Riggs eine Charta von Königin Anna, der Gattin von König Jakob VI., dass sie weiterhin auf „Carberrie“ bleiben könnten. 1659 fiel das Anwesen an Sir Adam Blair aus Lochwood, aber dessen Familie lebte nur etwa 30 Jahre dort; dann wurde das Anwesen an Sir Robert Dickson aus Inveresk abgegeben, dessen Sohn, mit Namen ebenfalls Robert, 1745 der oberste Baillie von Musselburgh war, als die rebellischen Jakobitentruppen am 21. September desselben Jahres auf ihrem Weg zur Schlacht bei Prestonpans zwischen Musselburgh und Carberry durchzogen. 1760 zog John Fullerton in den Carberry Tower ein und ließ mit Um- und Ausbauarbeiten beginnen. Es scheint, dass über die Jahre die Anbauten Stück für Stück entgegen dem Uhrzeigersinn errichtet wurden. Fullertons Nichte, Elizabeth, heiratete 1774 Hon. William Elphinstone und so fiel das Haus 1801 an die Familie Elphinstone. Weitere Umbauten an dem alten Turm begannen 1830.
William Elphinstone, 15. Lord Elphinstone, erbte das Anwesen 1861 und er war hauptsächlich verantwortlich für die vollständige Umgestaltung der Immobilie. Das Arboretum zur Kultivierung von Pflanzen wurde in seiner Zeit angelegt. Sein Sohn, Sydney Herbert, 16. Lord Elphinstone, heiratete Lady Mary  Bowes-Lyon, die Schwester von Queen Mum. Die junge Elisabeth besuchte ihre Schwester und half beim Rot-Kreuz-Basar, der 1915 an Carberry Tower abgehalten wurde.
Das Paar ließ sowohl am Haus als auch auf dem Gelände umfangreiche Verbesserungen anbringen, insbesondere, was die Anlage des formellen Gartens 1911 angeht. Verschiedene Baumarten und viele andere Pflanzen wurden im Park gepflanzt. Sydney Elphinstone starb 1955 und seine Gattin, Lady Mary, sechs Jahre später 1961. Lady Mary vermachte Carberry Tower der Church of Scotland. Die Kirche nutzte das Gebäude als Konferenzzentrum, ließ einen Anbau und eine Kapelle im Park errichten. Der größte Teil des Grundstücks wurde in kleine Parzellen aufgeteilt und verkauft, aber der größte Teil davon befindet sich heute im Eigentum des Buccleuch Estate.
2004 wurde Carberry Tower an den gemeinnützigen Gartmore-House-Trust und 2008 wurde das Landhaus in größerem Umfang renoviert.
Im April 2011 erwarb die Clarenco LLP, die unter der Marke AmaZing Venues auf dem Markt auftritt, das Anwesen. Erneut wurde das Landhaus für mehrere Millionen Pfund restauriert und dient heute als Hotel und Veranstaltungsort für Hochzeiten.
Im Juni 2015 bot AmaZing Venues Carberry Tower für £ 3 Mio. zum Verkauf an und Kingsland Estate Ltd kaufte es.

## Carberry Festival
Carberry Festival war ein Festival christlicher Künste, das von 1986 bis 2008 bei Carberry Tower stattfand. Es war die Idee von Jock und Margaret Stein, die in dieser Zeit Aufseher waren und dort wohnten. Das Festival konzentrierte sich auf Leute, die in Anbetung und Aktivitäten verbunden waren, und erreichte seinen Höhepunkt in den 1990er-Jahren. Es bot Gelegenheit für den Rückzug in ein sehr ruhiges Umfeld, insbesondere für junge Familien, und ein Haus, das damals seinen nichtkommerziellen Charakter bewahrt hatte. Musik war ein Kernelement des Festivals und die Künstler wurden oft eingeladen, kleine Konzerte in der kleinen Kapelle aufzuführen. Es kamen Künstler aus vielen Ländern. Über die Jahre waren dies Hunderte von christlichen Künstlern, darunter Fischy Music, Suzanne Adam, Vangel, Albert Bogle, Riding Lights Theatre Company, Yvonne Lyon und Acquitted. Auf dem Festival wurde auch ein Kinderprogramm angeboten, das den Eltern Zeit verschaffte, an anderen Aktivitäten teilzunehmen. Als der Gartmore-House-Trust das Anwesen kaufte, wurde das Festival eingestellt.